# 诸自强
诸自强（英語：Zi-Qiang Zhu，缩写：Z. Q. Zhu 1962年9月23日—），英国华人机电和控制学家，英国皇家工学院院士，现任英国谢菲尔德大学教授。

## 生平
1962年9月23日生于浙江省慈溪县，今属宁波市。1977年考入浙江大学，1981年获得浙江大学工学学士，1983年获得浙江大学工学硕士学位，因成绩优异留校任教。1984年至1988年，任浙江大学机电系讲师。1988年赴英国留学，1991年获得英国谢菲尔德大学博士学位，留校从事研究教学。2000年，晋升谢菲尔德大学电机和微电子工程系教授。2002年，创建中国泰富电气技术研究院，任主任。2008年，任CSR电动技术研发中心主任。2009年，创建西门子风力研究中心主任，任主任至今。2010年11月，加盟美的集团，在上海创建中国美的威灵上海研发中心，任主任至今。2014年，创建谢菲尔德—中国南车电驱动技术研究中心，任创始主任。

## 著作
著有超800篇论文，并拥有50余项专利，专著《电机噪声与振动分析和控制》。

## 荣誉
- 2011年，中国国家千人计划特聘教授[6]。
- 美国IEEE学会Fellow，英国IET学会Fellow[6]。
- 2016年9月，当选英国皇家工学院院士[2][5]。